# Környezet (matematika)

Egy halmaz a síkon csak akkor környezete a pontnak, ha létezik egy olyan kellően kis sugarú körlap középponttal, amelyet bennfoglal (vagyis amely részhalmaza -nek).

A topológiában és a matematika más részein a környezet egy alapvető fogalom. Intuitív módon úgy lehet leírni, hogy egy pont környezete egy olyan halmaz, ami tartalmazza magát a pontot úgy, hogy „van még hely”, vagyis hogy a pont „mozgatható” ezen a környezeten (halmazon) belül.

Egy téglalap nem a környezete egyetlenegy csúcsának sem (és az élt alkotó pontoknak sem).

Ez a fogalom szoros kapcsolatban áll a nyílt halmazokkal és a belső pontokkal.

## Definíció
Ha {\displaystyle X} egy topologikus tér, és {\displaystyle p} {\displaystyle X}-nek egy pontja, akkor {\displaystyle p} egy környezete {\displaystyle X}-nek egy olyan {\displaystyle V} részhalmaza, amelynek részhalmaza egy olyan {\displaystyle U} nyílt halmaz, amely tartalmazza {\displaystyle p}-t, vagyis:
{\displaystyle p\in U\subseteq V.}
Ez azzal ekvivalens, hogy {\displaystyle p\in X}, és hogy {\displaystyle p} a {\displaystyle V} egy belső pontja.
Jegyezzük meg, hogy magának a {\displaystyle V} környezetnek nem kell nyílt halmaznak lennie. Ha {\displaystyle V} nyílt, akkor nyílt környezetnek vagy nyitott környezetnek is nevezik. Néhányan megkövetelik, hogy a környezetek nyitottak legyenek, ezért azt, hogy egy adott esetben mit értünk pontosan környezet alatt, érdemes közölni.
Azok a halmazok amelyek az összes általuk tartalmazott pontnak a környezetei biztosan nyitottak, hiszen felírhatóak nyílt halmazok uniójaként.
Egy pont összes környezetét tartalmazó halmazt az adott pont környezet-rendszerének nevünk.
Ha {\displaystyle S} az {\displaystyle X} topologikus tér egy részhalmaza, akkor az {\displaystyle S} környezetén egy olyan {\displaystyle V} halmazt értünk, ami magában foglal egy nyílt {\displaystyle U} halmazt, ami magában foglalja {\displaystyle S}-t. Ebből következik, hogy egy {\displaystyle V} halmaz akkor és csak akkor környezete egy {\displaystyle S} halmaznak, ha az környezete {\displaystyle S} minden pontjának. Továbbá adott, hogy {\displaystyle V} akkor és csak akkor környezete {\displaystyle S}-nek, ha {\displaystyle S} részhalmaza {\displaystyle V} összes belső pontja által alkotott halmaznak (vagyis {\displaystyle V\setminus \partial V}-nak, ahol {\displaystyle \partial V} a {\displaystyle V} határát jelöli).

## Metrikus terekben

Egy halmaz a síkban és az halmaz egy uniform környezete,. (Szaggatottal jelölve egy sugarú „gömböt” amely középpontja az egyik „csúcsa”, ill. az összes halmaz uniója által alkotott halmaz.)

Egy {\displaystyle M=(X,d)} metrikus térben egy {\displaystyle V} halmaz a {\displaystyle p} pont környezete ha létezik egy nyitott gömb {\displaystyle p} középponttal és {\displaystyle r>0} sugárral úgy, hogy:
{\displaystyle B_{r}(p)=B(p;r)=\{x\in X\mid d(x,p)<r\}}
részhalmaza {\displaystyle V}-nek (vagyis {\displaystyle p} belső pontja {\displaystyle V}-nek).
{\displaystyle V}-t az {\displaystyle S} halmaz uniform környezetének hívják, ha létezik olyan pozitív {\displaystyle r} szám, hogy bármely {\displaystyle p\in S} elemre teljesül, hogy:
{\displaystyle B_{r}(p)=\{x\in X\mid d(x,p)<r\}}
részhalmaza {\displaystyle V}-nek (vagyis ha {\displaystyle r} megválasztása nem függ magától a {\displaystyle p} elemtől, hanem csakis az {\displaystyle S} és a {\displaystyle V} halmazok jellegétől).
Bármely {\displaystyle r>0}-ra és {\displaystyle S}-re értelmezett egy {\displaystyle r}-környezet {\displaystyle S_{r}}, ami azon pontok halmaza, amelyek elemei {\displaystyle X}-nek és a távolságuk {\displaystyle S} egy elemétől kisebb, mint {\displaystyle r}. (Vagy egy másik ekvivalens definíció alapján, {\displaystyle S_{r}} az uniója az összes nyitott {\displaystyle r} sugarú gömbnek, amelyek középpontja {\displaystyle S} valamely pontja).
Ismert, hogy bármely {\displaystyle r}-környezet uniform környezet, ill., hogy egy halmaz akkor és csak akkor uniform környezet ha tartalmaz egy {\displaystyle r}-környezetet valamilyen {\displaystyle r>0}-val.

## Topológia környezetekből
Egy lehetséges definíciója a topológiáknak az, hogy először is definiáljuk pontok környezet-rendszerét, majd ennek segítségével definiáljuk a nyílt halmazokat úgy, mint olyan halmazok, amelyek minden pontjukhoz tartalmaznak egy környezetet is.
Ezután {\displaystyle X} minden környezet-rendszerének uniójához létrehozunk egy {\displaystyle N(x)} halmazt minden {\displaystyle x\in X}-re amely {\displaystyle X} részhalmazaiból áll, és amelyre igazak az alábbiak:
1. az {\displaystyle x} pont eleme az összes {\displaystyle U\in N(x)}-nek.
2. minden {\displaystyle U\in N(x)} bennfoglal egy {\displaystyle V\in N(x)} halmazt, úgy hogy bármely {\displaystyle y\in V}-re, {\displaystyle U\in N(y)}.

Bizonyítható, hogy a topológia mindkét definíciója ekvivalens, vagyis hogy ekvivalens a definíció, amiben a környezet-rendszert nyitott halmazokkal definiáljuk, és az a definíció, amely a környezet-rendszer segítségével definiálja a nyitott halmazokat és a topológiát (lásd fent).